# NGC 4219A
NGC 4219A is een balkspiraalstelsel in het sterrenbeeld Centaur. Het hemelobject werd op 3 juni 1834 ontdekt door de Britse astronoom John Herschel.

## Synoniemen
- ESO 267-38
- MCG -7-25-6
- DCL 13
- IRAS 12153-4315
- PGC 39484